# Rasbora caudimaculata
Rasbora caudimaculata е вид лъчеперка от семейство Шаранови (Cyprinidae). Видът не е застрашен от изчезване.

## Разпространение
Разпространен е в Бруней, Индонезия (Калимантан и Суматра) и Малайзия (Саравак).

## Описание
На дължина достигат до 17 cm.